# إيتان مومين

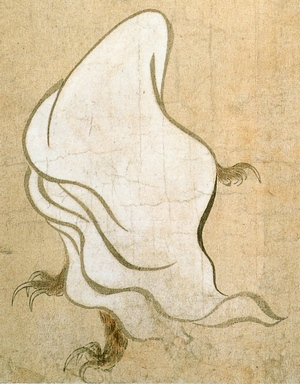
رسمة لوحش القماش إيتان-مومين من قبل الرسام الياباني "توسا ميتسونوبو", من "لفيفة الموكب الليلي المئوي للشياطين".

إيتّان مومين (باليابانية: 一反木綿)، هو يوكاي (وحش خرافي) ظهر في الأساطير الشعبية اليابانية اسمه يعني حرفياً «تان واحد من القطن»، (والتان هي وحدة قياس يابانية قديمة لقياس اطوال الاقمشة وتساوي 11.5 متر طولاً و 36 سم عرضاً).

## في الأساطير
يعّرف إيتان-مومين بأنه واحد من الـ (تسوكوموغامي وتعني آلهة الاشياء) أي ارواح تسكن الاشياء الجوامد، يتكون من لفافة بطول تان واحد من القطن.
يظهر إيتان-مومين وهو يطير في الهواء ليلاً، وغالباً ما يهاجم البشر عن طريق الالتفاف حول وجوههم وخنقهم حتى الموت". 

## في الثقافة الشعبية
ظهر إيتان-مومين كشخصية في الكثير من الأعمال الفنية، منها:
- في سلسلة أنمي ومانغا Inu x Boku SS ، كأحد الشخصيات باسم «رينشو سورينوزكا»، الذي هو إيتان-مومين بهيئة بشر.
- في مسلسل الأطفال سوبر سنتاي ، تم تصميم أحد الوحوش على هيئة إيتان-مومين.
- في مسلسل كاكورانجر (1994)، كان أحد أعضاء فيلق جيش اليوكاي الذين واجهو الكاكورانجر، ظهر أيضاً في لعبة مايتي مورفن باور رينجرز  [لغات أخرى]‏ باسم "Calcifire".
- كذلك ظهر في سلسلة Shinkenger التلفزيونية عام (2009)، اقتبس تصميم أحد الوحوش الذي يحمل اسم «اوراواداتشي» من اسطورة إيتان-مومين.
- في سلسلة Ninninger لعام (2015)، تم تصميم أحد الوحوش بشكل إيتان-مومين. وبعد تحويل السلسلة إلى حراس طاقة النينجا الثلاثية  [لغات أخرى]‏ ظهر بشخصية Abrakadanger في حلقة كاملة.
- في انمي ولعبة يوكاي وواتش ، ظهر إيتان-مومين كشريط يوكاي بشكل شريط قماشي أطلق عليه بالدبلجة الإنكليزية «سو-سوري، So-Sorree».
- في أنمي ومانغا جيجيجي لا كيتارو ، يظهر بنفس الاسم والهيئة مع قدرة على الطيران، وهو أحد أصدقاء كيتارو الأساسيين.

## طالع أيضًا
- باكي نيكو
- غاشادوكورو
- امرأة الثلج
- يوكاي

## اقرأ أكثر
- "Ittan-momen". Kaii-Yōkai Denshō Database. مؤرشف من الأصل في 2012-02-05.